# Heinz Heydecke
Heinz Heydecke (* 18. Dezember 1931 in Sangerhausen; † 23. November 1985 in Berlin) war ein deutscher Schriftsteller.

## Leben
Heinz Heydecke war Sohn einer Näherin und eines Maurers und hatte einen Bruder. Er bekam eine Freistelle in der Mittelschule, der heutigen Goetheschule. Von 1946 bis 1949 absolvierte er eine Lehre als Schlosser, als welcher er danach noch einige Zeit arbeitete. Später wurde er Polizist und wirkte in einem Zirkel Schreibender Arbeiter mit. Ein Publizistik-Studium in Leipzig brach er nach dem 17. Juni 1953 ab und verließ die DDR zunächst.
In den Jahren 1953 bis 1958 fuhr er zur See und kehrte anschließend nach Sangerhausen zurück. In dieser Zeit entstand sein Roman „Die Schilfteichpiraten“, der teilweise autobiografisch ist, wie auch fast alle anderen seiner Geschichten.
Heinz Heydecke arbeitete zeitweise auf dem Thomas-Münzer-Schacht, bei der SDAG Wismut, im Wohnungsbaukombinat Neubrandenburg und in den Leunawerken.
Von 1969 bis 1972 absolvierte er ein Fernstudium am Literaturinstitut „Johannes R. Becher“ in Leipzig.
Er arbeitete auch für den Rundfunk.

## Auszeichnungen
- 1971: Gerhart-Eisler-Plakette in Gold für hervorragende journalistische Leistungen beim Rundfunk.

## Werke
Erzählungen
- Die letzte Haifischjagd (Das neue Abenteuer, Heft 232), Verlag Neues Leben Berlin 1965.

Bücher
- Die Schilfteichpiraten, Verlag Neues Leben Berlin 1968.
- Schatten eines Unfalls, Verlag Neues Leben Berlin 1984.

Hörspiele und Features
- Und plötzlich drehen sich die Wolken, 1982.
- Wen der Bau einmal hat, 1984.